# Gerhard Herm
Gerhard Herm (Crailsheim, 26 aprile 1931 – 9 marzo 2014) è stato un giornalista e scrittore tedesco.
Studiò al Werner Friedmann Institute e ricevette una borsa di studio dal Programma Fulbright per studiare negli Stati Uniti. Più tardi ottenne un posto di giornalista al notiziario tedesco Tagesschau, per poi trasferirsi al canale WDR. Durante la sua carriera televisiva produsse una quarantina di documentari, e partecipò a diversi programmi radiofonici. Nel 1964 scrisse il primo di numerosi libri e romanzi di argomento storico.

## Opere

### Saggi storici
- Amerika erobert Europa. Econ, Düsseldorf 1964
- Die Diadochen
- Die Kelten. Econ, Düsseldorf 1975;
— traduzione italiana: Il mistero dei Celti, Milano, Garzanti,
- Die Phönizier. Das Purpurreich der Antike. Rowohlt, Reinbek 1987, ISBN 3-499-18387-0;
— traduzione italiana: L'avventura dei Fenici, Milano, Garzanti, 1997
- Des Reiches Herrlichkeit
- Die Diadochen: Alexanders Erben kampfen um d. Weltherrschaft. Bertelsmann, Gütersloh 1978, ISBN 978-3-570-00434-0
- Strahlend in Purpur und Gold: D. heilige Reich von Konstantinopel. Econ, Düsseldorf 1979, ISBN 978-3-430-14455-1
 — traduzione italiana: I bizantini, Milano, Garzanti, 1985,
- Amerika ist an allem schuld: Die Amerikanisierung der Alten Welt. Heyne, Munich 1980, ISBN 978-3-453-01306-3
- Karl der Grosse. Econ, Düsseldorf 1987, ISBN 3-430-14457-4
- Deutschland-Rußland. 1000 Jahre einer seltsamen Freundschaft. Rasch & Röhring, Hamburg 1990, ISBN 3-89136-300-1
- Der Aufstieg des Hauses Habsburg. Econ, Düsseldorf 1994, ISBN 3-430-14448-5
- Glanz und Niedergang des Hauses Hohenzollern. Econ, Düsseldorf 1996, ISBN 3-430-14459-0

### Romanzi
- Sturm Am Goldenen Horn. Hoffmann & Campe, Hamburg 1982, ISBN 9783-455-02810-2
- Adam Horners Söhne. Hoffmann & Campe, Hamburg 1985, ISBN 3-612-65046-7
- Die Frau von Alexandria.. Econ, Düsseldorf 1997, ISBN 3-612-27283-7.
- Octavia, die Römerin.. von Schröder Verlag, Düsseldorf 1997, ISBN 3-547-74444-X
- Der Assassine. List, München 2000, ISBN 3-612-65046-7
- Brockmeyers schönste Morde. Baier-Verlag, 2004